# Тюкосен, Мадс Дёр
Мадс Дёр Тюкосен (дат. Mads Døhr Thychosen; 27 июня 1997 года, Вайле, Дания) — датский футболист, полузащитник шведского клуба «АИК».

## Клубная карьера
Заниматься футболом начал в самом детстве, поскольку все его родственники занимались этим видом спорта. Первой командой был «Виндинг», откуда он несколько раз уходил в главную городскую команду «Вайле». Являлся самым большим талантом городского футбола. Ездил на просмотр в лондонский «Арсенал».
В 2013 году, в возрасте 15 лет заключил свой первый профессиональный контракт с «Вайле». 6 октября 2013 года, в 16 лет, 3 месяца и 9 дней, дебютировал за «Вайле» в поединке против «Видовре», выйдя на замену на 82-й минуте вместо Николая Аггера.
25 августа 2014 года подписал контракт с «Мидтьюлланном», став игроком их юношеской команды. 25 октября 2015 года, в возрасте 18 лет, дебютировал в чемпионате Дании в поединке против «Брондбю», выйдя на замену на 83-й минуте вместо Марко Ларсена.

## Карьера в сборной
Тюкосен является одним из основных игроков юношеских сборных Дании. Принимал участие в квалификационных и элитных отборочных раундах к юношеским чемпионатам Европы, однако в финальные раунды не выходил.

## Личная жизнь
Отец игрока — знаменитый в прошлом датский нападающий, игрок сборной Дании Стин Тюкосен. Кузены — Оливер и Якоб Тюкосены также являются футболистами.
Любимым клубом Мадса является «Манчестер Юнайтед», а любимым игроком — Уэйн Руни.